# Calificación para la Copa Mundial de Fútbol de ConIFA de 2018
La calificación para la Copa Mundial de Fútbol de ConIFA de 2018 fue un proceso que decidieron varios de los equipos que participaron de la Copa Mundial de Fútbol  de ConIFA de 2018. Fue el segundo torneo en presentar un proceso de calificación, posterior a la calificación de 2016. El primer partido fue jugado el 13 de marzo de 2016 entre la selección de Tamil Eelam y la selección del Pueblo Gitano, con el primer gol anotado por Panushanth Kulenthiran de Tamil Eelam.

## Equipos calificados
| Equipo             | Región            |
| ------------------ | ----------------- |
| Tamil Eelam        | Asia              |
| Abjasia            | Europa            |
| Alta Hungría       | Europa            |
| Armenia Occidental | Europa            |
| Barāwe             | África            |
| Tíbet              | Asia              |
| Kiribati           | Oceanía           |
| Cascadia           | América del Norte |
| Padania            | Europa            |
| Chipre del Norte   | Europa            |
| Panjab             | Asia              |
| Coreanos en Japón  | Asia              |
| Matabelelandia     | África            |
| Cabilia            | África            |
| Ellan Vannin       | Europa            |
| País Sículo        | Europa            |

## Calificación

### ConIFA Challenger Cup
La ConIFA Challenger Cup fue una competencia de dos equipos celebrada durante dos días. Los dos participantes, Tamil Eelam y Pueblo Gitano, jugaron un partido de 45 minutos contra un equipo selecto local de la ciudad de Remscheid, donde se celebraba el torneo, el primer día, antes de jugarse el uno contra el otro en el segundo.
| 13 de marzo de 2016 | Tamil Eelam                                                        | 4-1     | Pueblo Gitano | Stadion Reinshagen, Remscheid, Alemania |  |
| 19:45               | Kulenthiran 17', 90' · Sivanesamurthy 23' · Navaneethakrishnan 78' | Reporte | 82' Eyob      |                                         |  |

Nota: Tamil Eelam calificado para el Mundial de ConIFA; Pueblo Gitano: 3 puntos de calificación

### Hungary Heritage Cup
La Hungary Heritage Cup 2016 (en español: Copa de la herencia de Hungría 2016) fue un torneo amistoso de fútbol en que se disputó del 1 al 3 de agosto de 2016 en Szarvas, Hungría. Contó con la participación de cuatro selecciones: Alta Hungría, Rutenia Subcarpática, País Sículo y Délvidék. El campeón del torneo calificó automáticamente a la Copa Mundial de Fútbol de ConIFA de 2018.

#### Semifinales
| 01 de agosto de 2016 | Alta Hungría | 1-1 (5-4 p.) | Rutenia Subcarpática | Erzsébet-ligeti Sporttelep, Szarvas, Hungría |  |
| 17:45                | Renczes 30'  | Reporte      | 42'                  |                                              |  |

Nota: Felvidek - 9 puntos de calificación; Kárpátalja - 3 puntos de calificación
| 01 de agosto de 2016 | Délvidék                                | 3-1     | País Sículo | Erzsébet-ligeti Sporttelep, Szarvas, Hungría |  |
| 15:00                | Mindlecz 16' · Pozsár 63' · Könyves 77' | Reporte | 78' Bajkó   |                                              |  |

Nota: Délvidék - 9 puntos de calificación; Székely Land - 3 puntos de calificación

#### Final
| 03 de agosto de 2016 | Délvidék | 1-2     | Alta Hungría   | Erzsébet-ligeti Sporttelep, Szarvas, Hungría |  |
| 16:45                | Nagy     | Reporte | Érsek · Magyar |                                              |  |

Nota: Délvidék - 3 puntos de calificación; Felvidék calificado al Mundial de ConIFA 

### World Unity Cup 2016
La World Unity Cup 2016 fue un torneo de fútbol en que se disputó del 25 al 28 de agosto de 2016 en Sutton, Inglaterra. Contó con la participación de tres selecciones: Barāwe, Tamil Eelam y Islas Chagos. El campeón del torneo calificó automáticamente a la Copa Mundial de Fútbol de ConIFA de 2018.
- Islas Chagos
- Darfur
- Ellan Vannin
- Tamil Eelam

Al principio el torneo sería disputado por Islas Chagos, Darfur, Tamil Eelam y Ellan Vannin. Tanto Darfur como Ellan Vannin acabaron se retirando. el torneo se reorganizó como un evento de tres equipos, con la selección de Barāwe reemplazándolo a Darfur.

#### Ronda preliminar
| 25 de agosto de 2016 | Barāwe | 0-5 | Tamil Eelam                                                              | Borough Sports Ground, Sutton, Inglaterra |  |
| 18:00                |        |     | 28' Kasthuran · 30' Jan · 52' Navaneethakrishnan · 75' 84' Kulenthiran · |                                           |  |

Nota: Barawa - 3 puntos de calificación; Tamil Eelam - (ya calificado para el Mundial de ConIFA de 2018)
| 26 de agosto de 2016 | Barāwe | 2-3 | Islas Chagos                   | Borough Sports Ground, Sutton, Inglaterra |  |
| 18:15                | Sufi   |     | Bhujan · Robertson · Sooprayen |                                           |  |

Nota: Islas Chagos - 9 puntos de calificación; Barawe - 3 puntos de calificación
| 27 de agosto de 2016 | Islas Chagos | P-P | Tamil Eelam | Borough Sports Ground, Sutton, Inglaterra |  |
| 19:30                |              |     |             |                                           |  |

#### Final
| 28 de agosto de 2016 | Islas Chagos | 1-5 | Tamil Eelam                                                                                   | Borough Sports Ground, Sutton, Inglaterra |  |
| 18:45                | Gaspard 48'  |     | 4' (pen.) Navaneethakrishnan · 8', 11' Sivanesamurthy · 68' Kulenthiran · 70' (pen.) Chandran |                                           |  |

Nota: Islas Chagos - 3 puntos de calificación; Tamil Eelam - (ya calificado para el Mundial de ConIFA de 2018)

### Copa Europa de fútbol de ConIFA
La Copa de Europa de Fútbol 2017 se anunció en enero de 2017 con un total de ocho equipos que participantes. Al ganador de la competición se le garantizó un cupo en la Copa Mundial de Fútbol de ConIFA de 2018.

### Puntos de calificación
La siguiente es una lista de partidos  que no forman parte de los torneos ConIFA autorizados para los cuales los equipos acumularon puntos de calificación:
| 06 de enero de 2016 | Olympique de Marsella | 3-2 | Armenia Occidental | Stade Roger Lebert, Marseille, Francia |  |
| 16:00               |                       |     | Vahagn Militosyan  |                                        |  |

Nota: Armenia occidental - 1 punto de calificación
| 20 de febrero de 2016 | Leicester City FC International Academy | 2-2 | Panjab                     | Belvoir Drive, Leicester, Inglaterra |  |
| 12:00                 |                                         |     | Rajpal Virk · Aaron Minhas |                                      |  |

Nota: Panjab - 2 puntos de calificación
| 20 de marzo de 2016 | Manchester International Football Academy | 1-9 | Panjab                                                                           | Salford Sports Village, Salford, Inglaterra |  |
| 13:00               |                                           |     | (4) Gurjit Singh · (2) Terlochan Singh · Karum Shanker · Amar Purewal · Rio Riaz |                                             |  |

Nota: Panjab - 3 puntos de calificación
| 24 de mayo de 2016 | Panjab | 0-2 | Jersey | Aggborough Stadium, Kidderminster, Inglaterra |  |
| 15:00              |        |     |        |                                               |  |

Nota: Panjab - 2 puntos de calificación
| 16 de mayo de 2016 | Pueblo Gitano | 0-2 | Padania                      | Arena Cívica, Milán, Italia |  |
| 21:00              |               |     | Andrea Rota · William Rosset |                             |  |

Nota: Padania - 9 puntos de calificación; Gente romaní: 3 puntos de calificación
| 19 de mayo de 2016 | Abjasia | 0-0 | Donetsk | Dinamo Stadium, Sukhumi, Abjasia |  |
| 20:00              |         |     |         |                                  |  |

Nota: Donetsk - 6 puntos de calificación; Abjasia - (ya calificado al Mundial de ConIFA de 2018)
| 19 de junio de 2016 | Eslovenos de Carintia | 0-1     | Felvidék     | St Johann, Valle Aurina, Italia |  |
| 15:00               |                       | Reporte | Kalmar Lajos |                                 |  |

Nota: Felvidék - 6 puntos de calificación
| 19 de junio de 2016 | Occitania                                                             | 4-1 | Aromunes | Sporthalle-Palasport, Campo Tures, Italia |  |
| 15:00               | Mathieu Irigoyemboyde · Quentin Chalut Natal · Guillaume Lafuente (2) |     |          |                                           |  |

Nota: Occitania - 6 puntos de calificación
| 19 de junio de 2016 | Tirol del Sur | 3-0 | Ellan Vannin | Sommersportzone, Valdaora, Italia |  |
| 15:00               |               |     |              |                                   |  |

Nota: Ellan Vannin - 2 puntos de calificación
| 20 de junio de 2016 | Sorbios de Lusacia            | 2-2     | Felvidék                          | Waldstadion, Muehlwald, Italia |  |
| 16:00               | Simon Sauer · Peter Domaschke | Reporte | Renàto Meszlènyi · Mèszàros Dàvid |                                |  |

Nota: Felvidék - 4 puntos de calificación
| 20 de junio de 2016 | Ellan Vannin    | 2-3 | Frisones del Norte | Fussballplatz, Villabassa, Italia |  |
| 16:00               | Furo Davies (2) |     |                    |                                   |  |

Nota: Ellan Vannin - 2 puntos de calificación
| 20 de junio de 2016 | Occitania                                                                 | 4-1 | Minoría Eslovaca de Hungría | St Johann, Valle Aurina, Italia |  |
| 18:30               | Mickael Bertini · Boris Massarè · Mathieu Irigoyemborde · Mickael Bertini |     |                             |                                 |  |

Nota: Occitania - 6 puntos de calificación
| 21 de junio de 2016 | Nord-Schleswig | 0-10    | Felvidék | Sporthalle-Palasport, Campo Tures, Italia |  |
| 16:00               |                | Reporte | Nemeth Zoli · (2) Renato Meszlenyi · Lajos Kalmar · György Pragai · (2) David Zoller · Jozsef Katona · David Meszaros |                                           |  |

Nota: Felvidék - 6 puntos de calificación
| 21 de junio de 2016 | Ellan Vannin             | 2-0     | FC DFK Alta Silesia | Sommersportzone, Valdaora, Italia |  |
| 16:00               | Frank Jones · Sean Doyle | Reporte |                     |                                   |  |

Nota: Ellan Vannin - 6 puntos de calificación
| 21 de junio de 2016 | Occitania           | 1-1     | Schleswig Meridional | Waldstadion, Muehlwald, Italia |  |
| 18:30               | Pierre Barremaecker | Reporte |                      |                                |  |

Nota: Occitania - 4 puntos de calificación
| 23 de junio de 2016 | Occitania | 0-0 (5-3 p.) | Felvidék | Sommersportzone, Valdaora, Italia |  |
| 18:00               |           |              |          |                                   |  |

Nota: Occitania - 9 puntos de calificación; Felvidek - 3 puntos de calificación
| 24 de junio de 2016 | Occitania | 3-0 (walkover) | Croatas de Serbia | Ciamp dal sport Pradel, San Martino in Badia, Italia |  |
| 15:30               |           | Reporte        |                   |                                                      |  |

Nota: partido abandonado después de 41 minutos; Occitania ganó por 3-0; Occitania - 6 puntos de calificación
| 25 de junio de 2016 | Tirol del Sur | 2-1 | Occitania      | Sporthalle-Palasport, Campo Tures, Italia |  |
| 16:00               |               |     | Brice Martinez |                                           |  |

Nota: Occitania - 2 puntos de calificación
| 07 de agosto de 2016 | Barāwe | 1-5 | Cricklewood Wanderers FC | Silver Jubilee Stadium, Londres, Inglaterra |  |
| 14:30                |        |     |                          |                                             |  |

Nota: Barāwe - 1 punto de calificación
| 13 de agosto de 2016 | Donetsk           | 1-1 | Lugansk           | Metallurg Stadium, Yenákiievo, Ucrania |  |
| 20:00                | Vladislav Klyuyev |     | Valeriy Titarenko |                                        |  |

Nota: Donetsk PR - 6 puntos de calificación; Luhansk PR - 6 puntos de calificación
| 28 de agosto de 2016 | Barāwe | 3-2 | UK Tamil XI | Borough Sports Ground, Sutton, Inglaterra |  |
| 16:00                |        |     |             |                                           |  |

Nota: Barāwe - 3 puntos de calificación
| 25 de agosto de 2016 | Östersunds FK Academy | 1-6 | Darfur | Jämtkraft Arena, Östersund, Suecia |  |
| 20:00                |                       |     |        |                                    |  |

Nota: Darfur - 3 puntos de calificación
| 26 de noviembre de 2016 | Islas Ryūkyū | 0-9 | Coreanos en Japón                                                                               | Gosamaru Field, Nakagusuku, Japón |  |
| 12:00                   |              |     | (3) Anne-Sung Tae · (2) Yuuki Gomi · Lee Seong-Cheol · Kang Awe · Akimoto Kaijin · Lee Yoshiaki |                                   |  |

Nota: Coreanos en Japón - 9 puntos de calificación; Ryūkyū - 3 puntos de calificación
| 20 de marzo de 2017 | Leicester City FC International Academy | 4-3 | Panjab | Belvoir Drive, Leicester, Inglaterra |  |
| 13:00               |                                         |     |        |                                      |  |

Nota: Panjab - 1 punto de calificación
| 12 de marzo de 2017 | Recia | 0-5 | Tamil Eelam                                                 | Sportplatz Gufalons, Wartau, Suiza |  |
| 13:00               |       |     | (2) Panushanth Kulenthiran · Ragvan Prashanth · Prabashan · |                                    |  |

Nota: Raetia - 3 puntos de calificación; Tamil Eelam - ya calificado al Mundial de ConIFA de 2018
| 09 de abril de 2017 | Barāwe | 4-3 | Tokyngton Harvest FC | Coles Park Stadium, Londres, Inglaterra |  |
| 18:45               |        |     |                      |                                         |  |

Nota: Barawa - 3 puntos de calificación
| 23 de abril de 2017 | Jersey | 0-2 | Panjab                        | Estadio Springfield, Saint Helier, Jersey |  |
| 12:45               |        |     | Amar Purewal · Amarvir Sandhu |                                           |  |

Nota: Panjab - 6 puntos de calificación
| 06 de mayo de 2017 | Peckham Town FC | 4-0 | Somalilandia | Menace Arena, Londres, Inglaterra |  |
| 15:00              |                 |     |              |                                   |  |

Nota: Somalilandia - 1 punto de calificación
| 06 de mayo de 2017 | Occitania | 2-2 | Sélection Quartiers | Stade Borderouge, Toulouse, Francia |  |
| 17:00              |           |     |                     |                                     |  |

Nota: Occitania - 2 puntos de calificación
| 27 de mayo de 2017 | Stockport Town FC | 0-7 | Ellan Vannin                                                                  | Stockport Sports Village, Woodley, Inglaterra |  |
| 14:30              |                   |     | (2) Sean Doyle · Ste Whitley · Dan Simpson · Sean Quaye · Liam Cowin · (a.g.) |                                               |  |

Nota: Ellan Vannin - 3 puntos de calificación
| 28 de mayo de 2017 | Panjab      | 1-2 | Inglaterra C | Damson Park, Solihull, Inglaterra |  |
| 15:00              | Rajpal Virk |     |              |                                   |  |

Nota: Panjab - 2 puntos de calificación
| 03 de junio de 2017 | Rodez AF | 2-2 | Occitania | Stade Paul Ligon, Rodez, Francia |  |
| 18:00               |          |     |           |                                  |  |

Nota: Occitania - 2 puntos de calificación
| 17 de junio de 2017 | Sahara Occidental                     | 3-3 | UN Select XI | Local Field, Tinduf, Argelia |  |
| 18:00               | Mohamed Boglaida (2) · Hamid Mohammed |     |              |                              |  |

Nota: Sáhara Occidental: 2 puntos de calificación
| 25 de junio de 2017 | Groenlandia                                   | 3-0 | Hébridas Exteriores | Gutavallen, Visby, Suecia |  |
|                     | Niels Svane · Nukannguaq Zeeb · Johan Bistrup |     |                     |                           |  |

Nota: Groenlandia: 6 puntos de calificación
| 26 de junio de 2017 | Frøya | 2-2 | Groenlandia                         | Fardhem IP, Hemse, Suecia |  |
| 17:00               |       |     | Norsaq Lund Mathæussen · Malik Juhl |                           |  |

Nota: Groenlandia: 4 puntos de calificación
| 27 de junio de 2017 | Gotland | 0-1 | Groenlandia            | Visborgsvallen, Visby, Suecia |  |
| 17:00               |         |     | Norsaq Lund Mathæussen |                               |  |

Nota: Groenlandia: 6 puntos de calificación
| 29 de junio de 2017 | Groenlandia | 1-1 (3-1 p.) | Menorca | Björkome IP, Väskinde, Suecia |  |
| 13:00               | Malik Juhl  |              |         |                               |  |

Nota: Groenlandia: 4 puntos de calificación
| 30 de junio de 2017 | Groenlandia | 0-6 | Ellan Vannin | Gutavallen, Visby, Suecia |  |
| 13:00               |             |     |              |                           |  |

Nota: Groenlandia: 2 puntos de calificación
| 10 de diciembre de 2017 | Matabelelandia | vs. | Darfur |  |  |

## Goleadores
| 6 goles - Panushanth Kulenthiran | 5 goles - Barna Bajko | 4 goles - Gurjit Singh | 3 goles - Gvinthan Navaneethakrishnan - Sujan Sivanesamurthy - On-Song Tae - Sean Doyle - Renàto Meszlènyi - Ertaç Taşkıran - Halil Turan - Andrea Rota |